# Ратенов
Ратенов (нім. Rathenow) — місто в Німеччині, розташоване в землі Бранденбург. Адміністративний центр району Гафельланд.
Площа — 105,68 км2. Населення становить 24 179 ос. (станом на 31 грудня 2020).

## Демографія
- Динаміка населення з 1875 року в сучасних кордонах (Синя лінія: населення; Пунктир: відносна порівняльна динаміка населення землі Бранденбург; Сірий фон: період Третього рейху; Помаранчевий фон: період НДР)
- Динаміка населення (синя лінія) і прогнози

| Рік  | Населення |
| ---- | --------- |
| 1875 | 12 443    |
| 1890 | 18 841    |
| 1910 | 29 125    |
| 1925 | 32 056    |
| 1939 | 37 449    |
| 1950 | 32 254    |
| 1964 | 31 083    |

| Рік  | Населення |
| ---- | --------- |
| 1971 | 31 834    |
| 1981 | 33 952    |
| 1985 | 33 312    |
| 1990 | 31 945    |
| 1995 | 30 498    |
| 2000 | 28 811    |
| 2005 | 26 973    |

| Рік  | Населення |
| ---- | --------- |
| 2010 | 25 301    |
| 2015 | 24 387    |
| 2016 | 24 243    |
| 2017 | 24 309    |
| 2018 | 24 309    |
| 2019 | 24 208    |
| 2020 | 24 179    |

Джерела даних вказані на Wikimedia Commons.

## Галерея

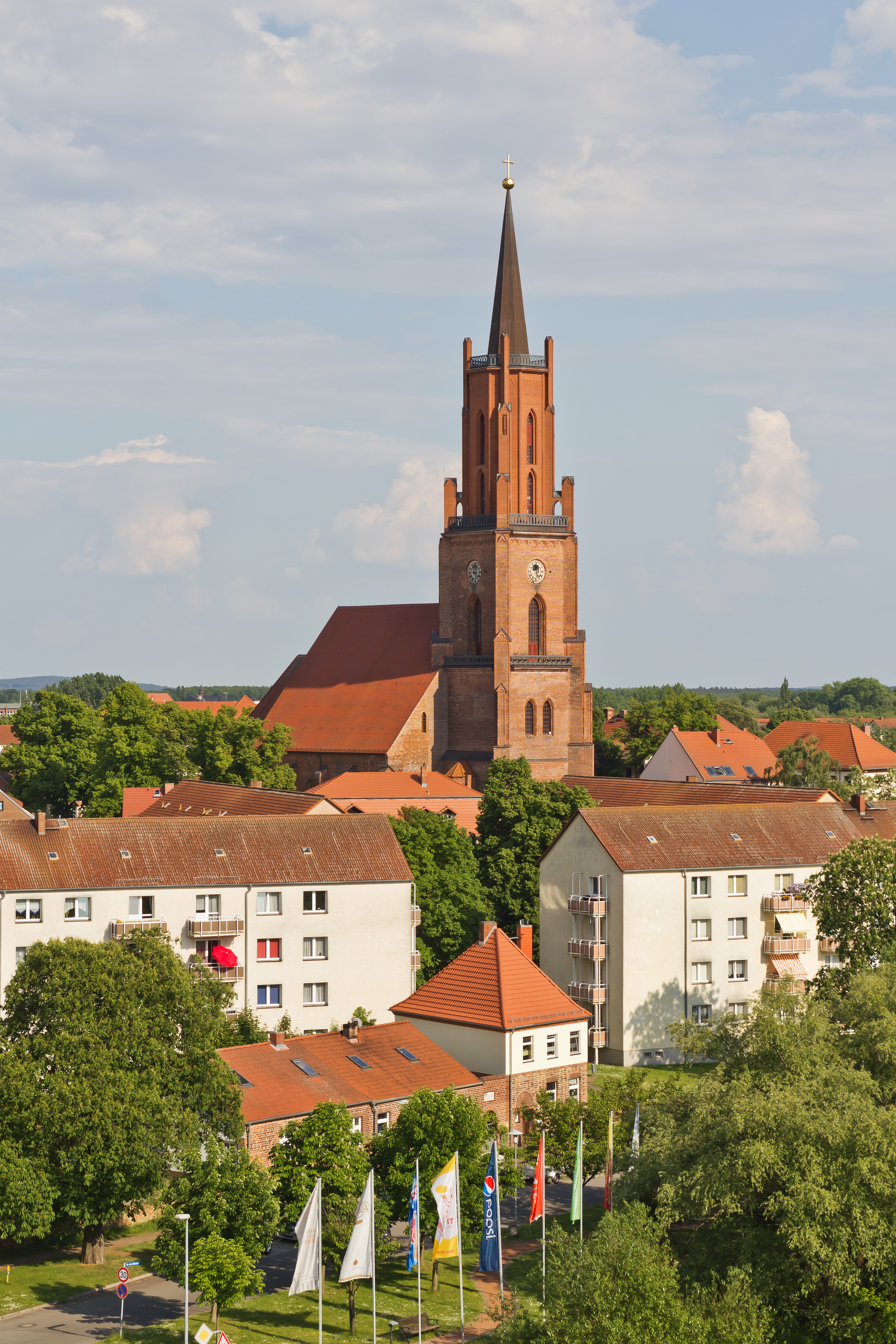
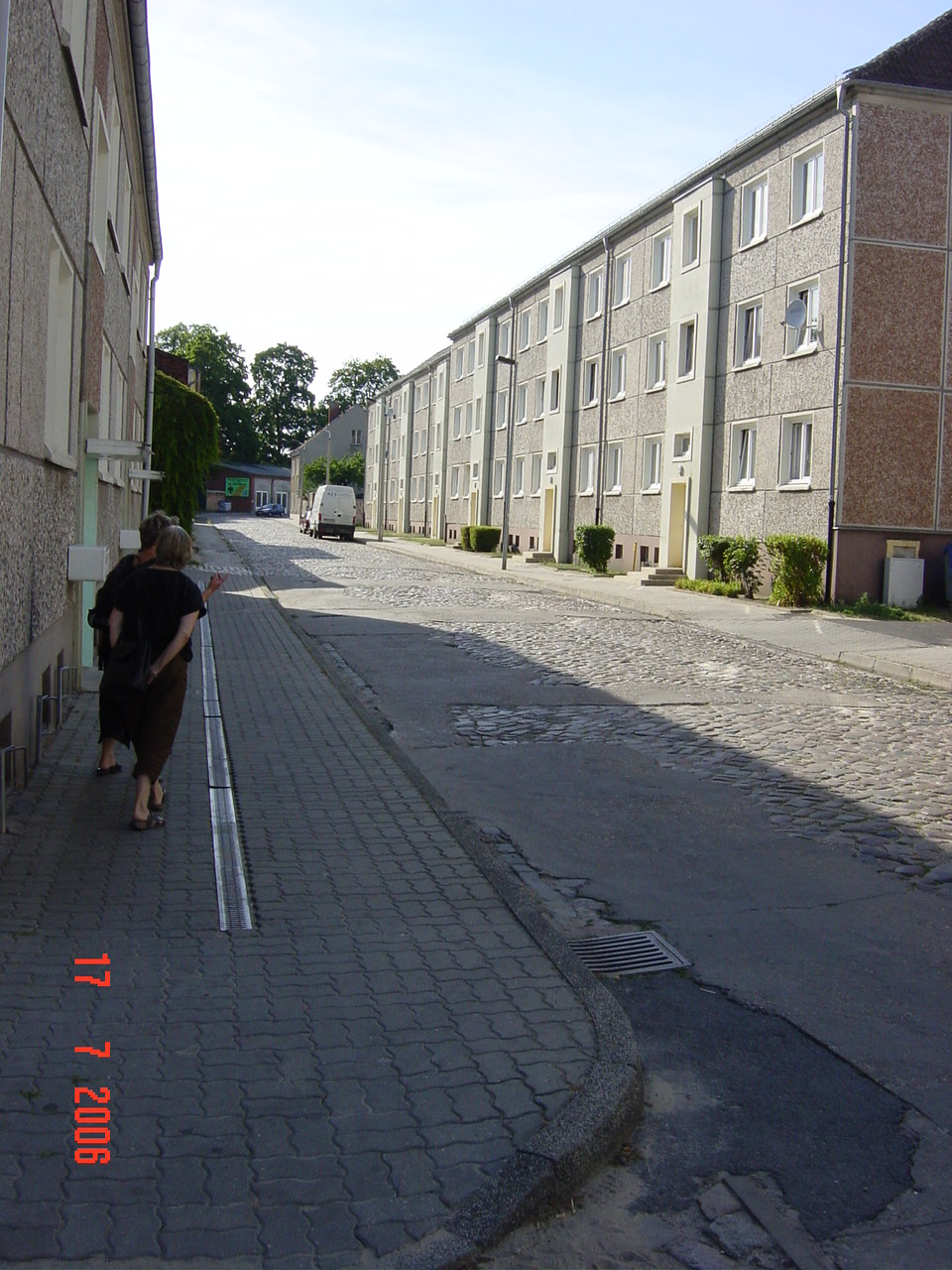
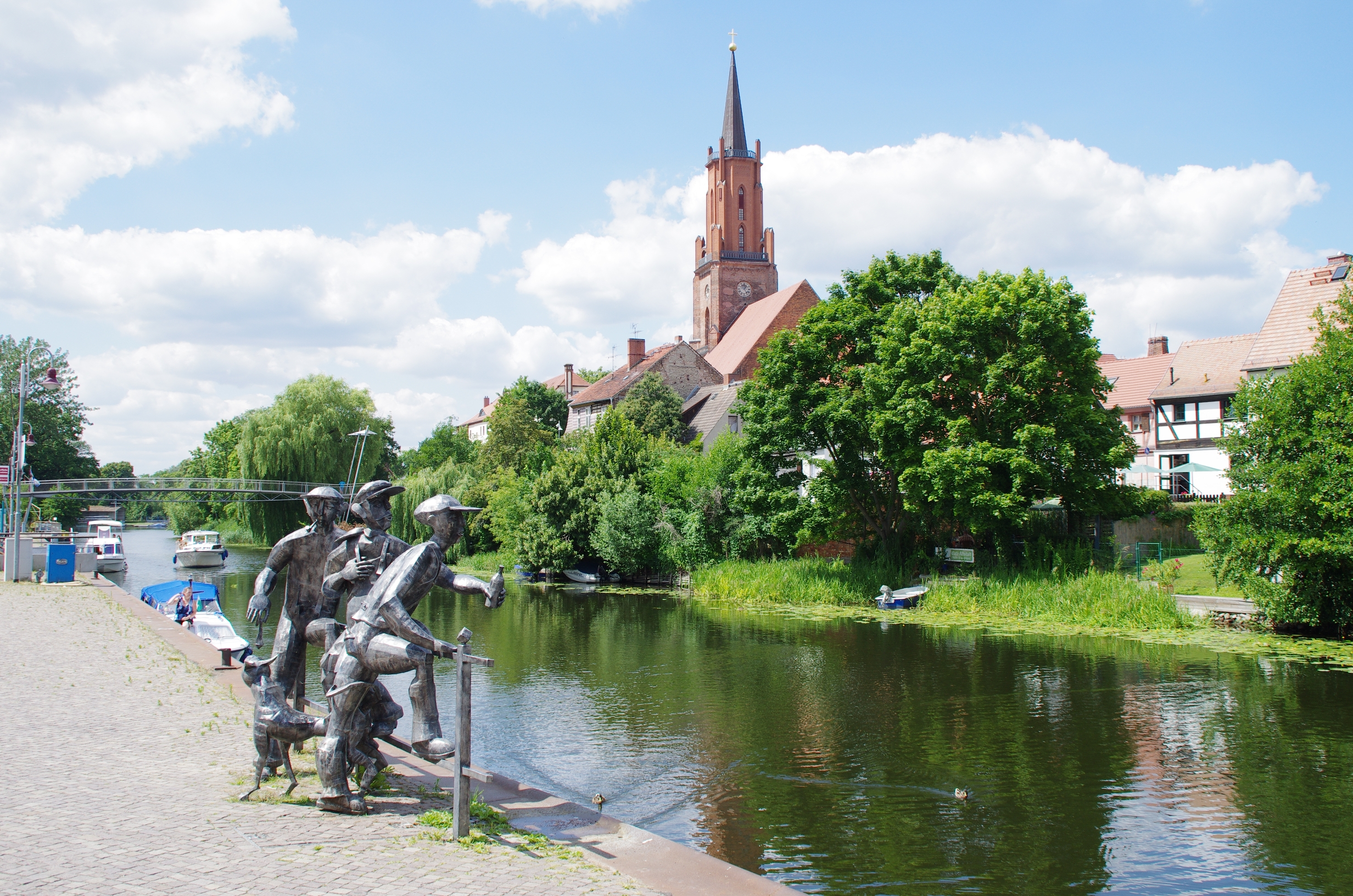
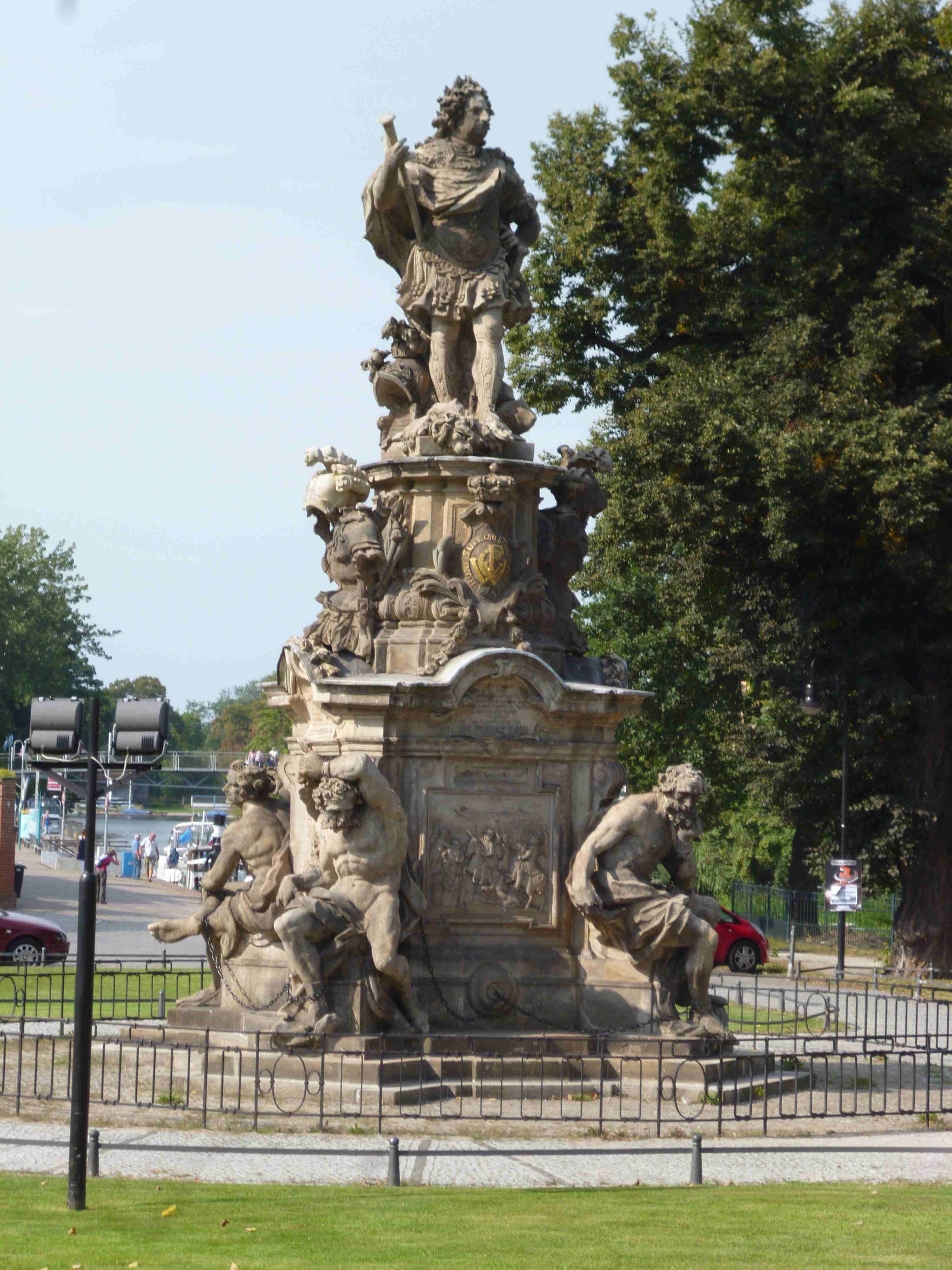
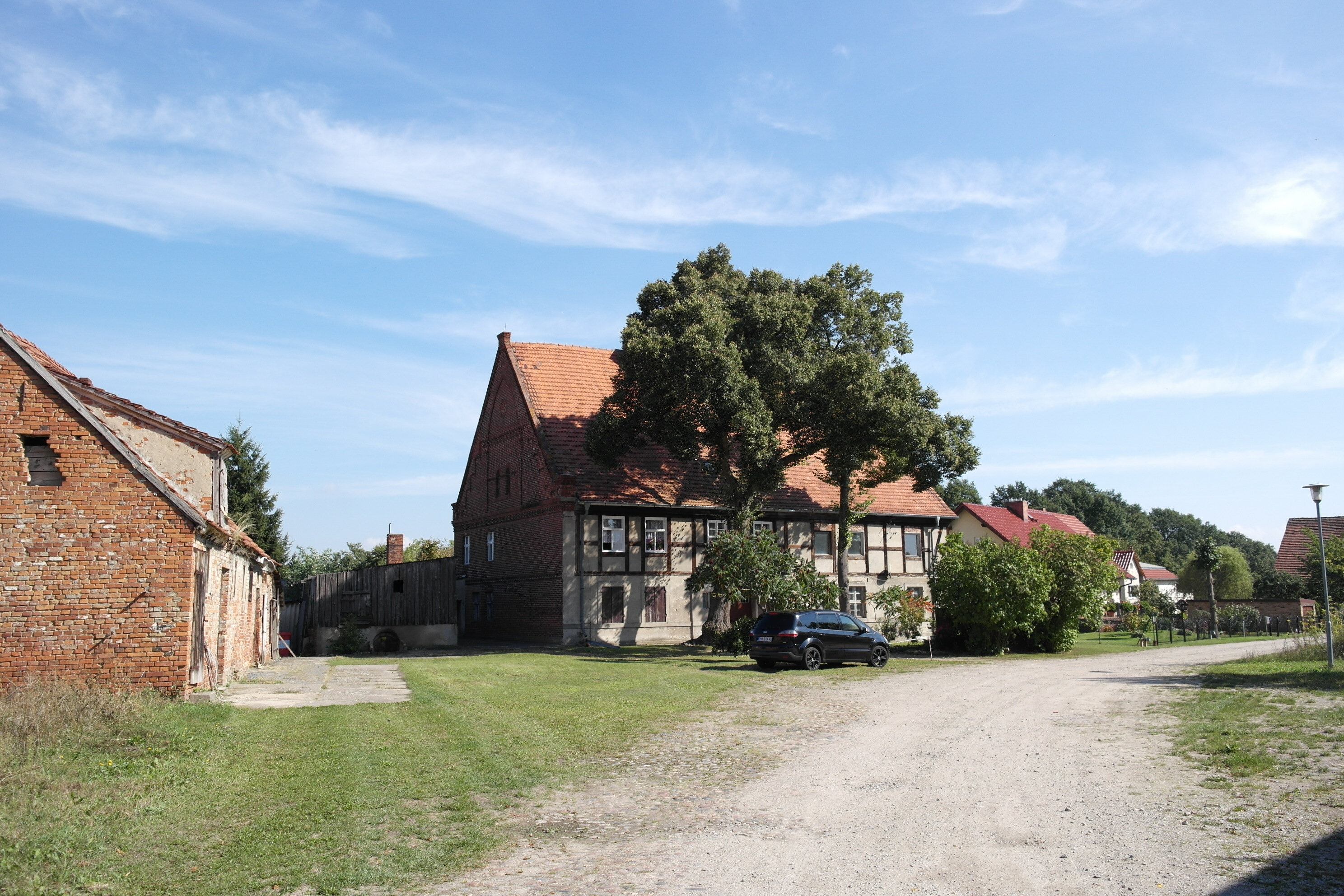
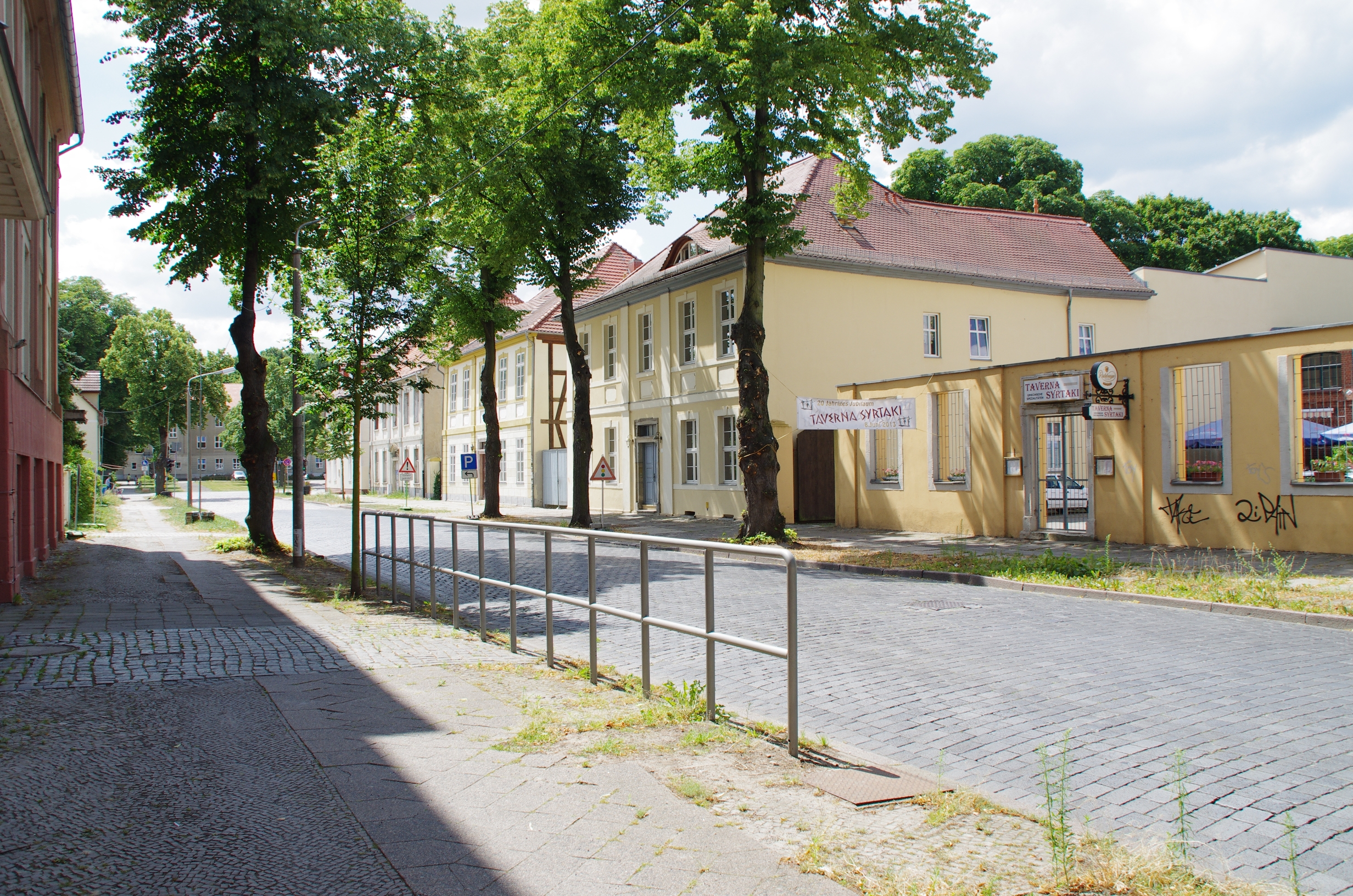